# Studánka Liščí leč
Studánka Liščí leč (též V Liščí leči) je studánka s pramenem pod stejnojmenným vrchem v katastrálním území Křtiny u Brna, okres Blansko. Nadmořská výška studánky je 530 m n. m.

## Potok
Studánka je pramenem pro bezejmenný potok, který se po soutoku s dalším bezejmenným potokem vlévá do Zemanova žlebu. Zajímavostí potoka je Barončino klekátko. Svoje jméno dostalo od toho, že sem ráda chodila baronka Offermannová. Zajímavostí jsou i záchytné vodní nádrže u Barončina klekátka. Délka potoka je 583 metrů.

## Studánky v okolí
V okolí je několik dalších studánek:
- Studánka Nad Křtinami – 0,85 km
- Schindlerova studánka – 1,10 km
- Studánka u Bukoviny – 1,70 km
- Žabí studánka – 1,89 km
- Studánka Rakovec – 1,95 km